# Akutna megakariocitna leukemija
Akutna megakariocitna leukemija (naziva se u Akutna megakarioblastična leukemija, skraćeno AMKL) (AML-M7 po FAB klasifikaciji) je podtip akutne mijeloične leukemije (AML), zloćudne novotvorine krvotvornih organa koja nastaje zbog abnormalnog klonalnog rasta i nepotpunog sazrijevanja stanica mijeloidne loze. Ovaj podtip čini oko 5% slučajeva AML u odraslih. 
Bolest karakterizira prisutnost velikog broja nezrelih stanica, mijeloblasta koji čine više od 20% neeritroidnih stanica u koštanoj srž, a njih više od 50% čine prekursori megakariocita. Ponekad je morfološki je nemoguće razlikovati prekursore megakariocita, od ostalih blasta. To se postiže imunocitokemijski ili imunofenotipizacijom na biljege. Megakarioblasti su pozitivni na CD41 i CD61 (specifičan za megakariocite), CD42b, CD34, CD36, faktor VIII i von Willebrandov faktor.
U liječenju se koristi kemoterapija.
Oblik AMKL prisutan je uz mutaciju gena, translokaciju t(1;22)(p13;q13), (nastanak fuzijskog gena RBM15-MKL1) koji se javlja u dječjoj dobi (do 3 godine) te ima lošu prognozu. 